# 山根希美
山根 希美（やまね のぞみ、6月23日 - ）は、日本の女性声優。岡山県倉敷市出身。RME所属。

## 人物
方言は岡山弁。
趣味は写真、散歩。
免許は普通自動車免許。

## 出演
太字はメインキャラクター。

### テレビアニメ
2014年
- ブラック・ブレット（女生徒B）
- ガールフレンド（仮）（赤ちゃんの母親）

2015年
- ユリ熊嵐（椿輝紅羽）

2018年
- 少女☆歌劇 レヴュースタァライト（婦人警官B）

2019年
- アズールレーン（2019年 - 2020年、ジャベリン）
- どるふろ（2019年 - 2020年、M16A1、M3） - 2シリーズ

2021年
- アズールレーン びそくぜんしんっ!（ジャベリン）
- 白い砂のアクアトープ（一般客）

2022年
- ドールズフロントライン（M16A1、G43、M3）

2024年
- メタリックルージュ（船員、簒奪者3）

2025年
- 機動戦士Gundam GQuuuuuuX
- 出禁のモグラ（ミヤの母）

### 劇場アニメ
- 君の名は。（2016年）
- 少女☆歌劇 レヴュースタァライト ロンド・ロンド・ロンド（2020年、婦人警官B）

### OVA
- 暗殺教室（2013年、原寿美鈴）
- 熱血人面犬 LIFE IS MOVIE（2014年、アナウンサー）

### Webアニメ
- どるふろ -癒し篇2-（2021年、M16A1[14] / 鉄血M16A1[14]、M3、ライフルM16）

### ゲーム
時期不明
- ドラゴンネスト（メリエンデル、エルフ警備兵バシャー）

2014年
- OTOGEAR～オトギア～（マッチ売りの少女）
- 雀王

2015年
- 99ドラゴンズ（ミズクメ・ソウシ）

2016年
- レジェンドオブアルスマーナ（ステラ、シャーリー）
- THE NEW GATE（ラシア）
- エレメンタルファンタジー（ティラ、イブローゼ、イブローキ）
- 武装百姫（志岐麻友香）
- コニーアマランス（クロイ・ラコス）

2017年
- アズールレーン（2017年 - 2023年、ジャベリン、ヨーク、ペンシルベニア） - 2作品
- 神代梦華譚（弗雷、赫拉斯瓦爾）
- エンゼルと禁断の恋（王思涵）
- Zgirls（飛鳥桐音）
- 異世界からのノノ（ヴィア）

2018年
- Luna M-キラッ少女との恋物語（ガイド）
- 極光のレムリア（アンジ、セルトニア、美月）
- ドールズフロントライン（M16A1、M3、G43）
- 蒼青のミラージュ（レプライザル）
- 革命フロントライン（甄姫、張星彩）

2019年
- グレントリア ～眠レル竜ト暁ノ戦士ノ物語～（猪突猛進アレット）
- ヴァリアントフォース（シエナ、アーリア）
- Aetolia-冒険のラプソディー（ハンナ）
- フォートナイト（パラダイム）

2020年
- プロジェクト・シルバーウイング（SVD）
- 虚構少女-E.G.O-（咲、スファ）
- 戦姫ストライク（デシス）
- フィーバーダンク

2024年
- ミステリーの歩き方（内田雅子）

2025年
- キャットガールサバイバー（クロエ）

### 吹き替え
- デッド・オア・ラン（ケイト/〈ヘイリー・スタインフェルド〉）
- ヘルベンダーズ（リズ/〈ロビン・リクーン〉）
- グリーンルーム（アンバー/〈イモージェン・プーツ〉）
- Road（ザラ、警官）
- ヘルベンダーズ（リズ）
- お気にめすまま HDマスター版（ウエイトレス、受付女性）
- フェ〜レンザイ -神さまの日常-（2023年）

### 舞台
- ボイス×ステージ『AVA 戦場に散りし十字架と塩胡椒、最後に愛と』（ケイ）
- THE LIVE READING 武装少女マキャヴェリズム（2017年）[18]

### その他
- 朗読『ぼっけぇ、きょうてぇ』Audible版
- Web教材「楼英学園物語」（ババトモミ[19]）

## ディスコグラフィ

### キャラクターソング
| 発売日         | 商品名                                                                        | 歌                                                                              | 楽曲                                                      | 備考                                       |
| -------------- | ----------------------------------------------------------------------------- | ------------------------------------------------------------------------------- | --------------------------------------------------------- | ------------------------------------------ |
| 2015年2月25日  | あの森で待ってる                                                              | 百合城銀子（荒川美穂）、百合ヶ咲るる（生田善子）、椿輝紅羽（山根希美）          | 「I MET A BEAR」                                          | テレビアニメ『ユリ熊嵐』関連曲             |
| 2015年3月25日  | TERRITORY                                                                     | 百合城銀子（荒川美穂）、百合ヶ咲るる（生田善子）、椿輝紅羽（山根希美）          | 「TERRITORY」                                             | テレビアニメ『ユリ熊嵐』エンディングテーマ |
| 2015年3月25日  | TERRITORY                                                                     | 百合城銀子（荒川美穂）、百合ヶ咲るる（生田善子）、椿輝紅羽（山根希美）          | 「断絶3」                                                 | テレビアニメ『ユリ熊嵐』関連曲             |
| 2019年10月23日 | TVアニメーション『アズールレーン』キャラクターソングシングル Vol.3 ジャベリン | ジャベリン（山根希美）                                                          | 「じゃすと・べりー・くいっくりー！」 「悠久のカタルシス」 | テレビアニメ『アズールレーン』関連曲       |
| 2019年12月28日 | アズールレーン キャラクターソング Vol.2                                       | ジャベリン（山根希美）、綾波（大地葉）、ラフィー（長縄まりあ）、Z23（阿部里果） | 「WISHNESS」                                              | ゲーム『アズールレーン』主題歌             |

### シリーズ一覧
1. ↑  第1期『-癒し篇-』（2019年）、第2期『-狂乱篇-』（2020年）
2. ↑  『アズールレーン』（2017年 - 2023年）、『クロスウェーブ』[15]（2019年）